# Республиканские выборы в СССР (1990)
В течение 1990 года в Союзе Советских Социалистических Республик прошли XII республиканские выборы в Верховные Советы 15 союзных республик.

## Предыстория
Выборы прошли на фоне продолжающейся демократизации и перестройки Советского Союза. В частности, формировалась система «двухэтажного» формирования законодательной власти в СССР, где власть была бы распределена между Верховным Советом и Съездом Народных Депутатов. Уже 1 декабря 1988 года, данная система была закреплена конституцией, передав управление, в том числе, союзных республик, в их пользу.
Большинство республик, кроме РСФСР проигнорировали нововведение конституции, отказавшись формировать Съезды Народных Депутатов, и вновь избрав исключительно Верховные Советы, однако даже так, местные коммунистические силы не смогли удержать полноту власти, и во многие ВС были избраны оппозиционные депутаты, силы и партии.

## Ход выборов
| Страна  | Выборы                                          | Дата                            | Итоги                   | Итоги                | Итоги            | Статус                         | Примечания           |
| ------- | ----------------------------------------------- | ------------------------------- | ----------------------- | -------------------- | ---------------- | ------------------------------ | -------------------- |
| АзССР   | Выборы в Верховный Совет АзССР (1990)           | 30 октября и 14 ноября          | Коммунистическая партия | Оппозиционные партии | Независимые силы | Альтернативные, несвободные    | Вакантно — 20 мест.  |
| АзССР   | Выборы в Верховный Совет АзССР (1990)           | 30 октября и 14 ноября          | 280 из 360              | 45 из 360            | 15 из 360        | Альтернативные, несвободные    | Вакантно — 20 мест.  |
| АрССР   | Выборы в Верховный Совет АрССР (1990)           | 20 мая                          | 136 из 259              | 0 из 259             | 59 из 259        | Безальтернативные, несвободные | Вакантно — 64 места. |
| БССР    | Выборы в Верховный Совет БССР (1990)            | 4 марта                         | 289 из 328              | 26 из 328            | 0 из 259         | Альтернативные, несвободные    | Вакантно — 13 мест.  |
| ГССР    | Выборы в Верховный Совет ГССР (1990)            | 28 октября                      | 64 из 250               | 173 из 250           | 9 из 250         | Альтернативные, свободные      | Вакантно — 4 места.  |
| КазССР  | Выборы в Верховный Совет КазССР (1990)          | 25 марта                        | 342 из 360              | 0 из 360             | 18 из 360        | Безальтернативные, несвободные |                      |
| КирССР  | Выборы в Верховный Совет КирССР (1990)          | 25 февраля и 7 апреля           | 315 из 350              | 0 из 360             | 35 из 350        | Безальтернативные, несвободные |                      |
| ЛатССР  | Выборы в Верховный Совет ЛатССР (1990)          | 18 марта                        | 55 из 201               | 131 из 201           | 15 из 201        | Альтернативные, свободные      |                      |
| ЛитССР  | Выборы в Верховный Совет ЛитССР (1990)          | 24 февраля и 4, 7, 8 и 10 марта | 7 из 135                | 64 из 135            | 64 из 135        | Альтернативные, свободные      |                      |
| МССР    | Выборы в Верховный Совет МССР (1990)            | Неизвестно                      | 177 из 380              | 101 из 380           | 102 из 380       | Альтернативные, свободные      |                      |
| РСФСР   | Выборы на Съезд Народных Депутатов РСФСР (1990) | 4 марта                         | 920 из 1068             | 0 из 1068            | 148 из 1068      | Безальтернативные, свободные   |                      |
| ТаджССР | Выборы в Верховный Совет ТаджССР (1990)         | 25 февраля                      | 221 из 230              | 0 из 230             | 9 из 230         | Безальтернативные, несвободные |                      |
| ТурССР  | Выборы в Верховный Совет ТурССР (1990)          | 7 января                        | 157 из 175              | 0 из 175             | 18 из 175        | Безальтернативные, несвободные |                      |
| УзССР   | Выборы в Верховный Совет УзССР (1990)           | 18 февраля                      | 456 из 500              | 40 из 500            | 4 из 500         | Альтернативные, несвободные    |                      |
| УССР    | Выборы в Верховный Совет УССР (1990)            | 4 и 18 марта                    | 331 из 500              | 111 из 500           | 58 из 500        | Альтернативные, свободные      |                      |
| ЭССР    | Выборы в Верховный Совет ЭССР (1990)            | 18 марта                        | 27 из 105               | 68 из 105            | 10 из 105        | Альтернативные, свободные      |                      |